# Westfeld (Ibbenbüren)
Das Westfeld liegt im Ibbenbürener Steinkohlenrevier im Tecklenburger Land. Es umfasst den westlichen Teil der Ibbenbürener Karbonscholle (Dickenberg). Es reicht vom Bockradener Graben im Osten bis nach Uffeln im Westen, sowie von Püsselbüren im Süden nach Recke im Norden. Der Steinkohleabbau endete hier 1979.

## Geologie
Durch die starke Inkohlung bedingt durch das Bramscher Pluton ist die Kohle als Magerkohle einzustufen, in größerer Tiefe als Anthrazit. Das Westfeld ist durch Verwerfungen stärker zergliedert als das Ostfeld. Von diesem ist es durch den Bockradener Graben, eine 2 km breite morphologische Grenze, getrennt.

### Flöze
Abgebaut wurde in folgenden Flözen
- Dickenberg, Flurname nach der Ortschaft Dickenberg / Ibbenbüren
- Buchholz (im Ostfeld Flottwell genannt), Flurname nach dem Forst Buchholz
- Alexander
- Glücksburg
- Bentingsbank, nach der Familie Benting
- Reden
- Theodor
- Flöz 2, ab Flöz Theodor Nummerierung der Flöze

Die im Ostfeld im Abbau befindlichen Flöze 45 bis 74 wurden hier nicht erschlossen.

## Geschichte
Die Anfänge des Bergbaus reichen bis ins 15. Jahrhundert zurück. Der oranische Rentmeister van Limborg erwähnte 1563 im Gräflich Lingschen Kalköfen in Uffeln – Ibbenbüren, die mit Steinkohle befeuert würden. Um 1600 gab es mehrere Gruben, die an Hinrich Wessels, Saline Gottesgabe in Rheine und die Saline Hermannshalle in Bevergern verpachtet waren. Diese lagen im Buchholz und in der Bauerschaft Uffeln. 1687 gingen die Gruben in den Besitz des Rentemeisters J. de Farmers, der im Staatsauftrag die Bergwerke betrieb.

### Grube Dickenberg
Von 1691 bis 1697 wurde der Dickenberger Oberstollen zur Lösung des Wassers 550 m von tief in das Gebirge aufgefahren. Beim Bau waren vier Wallonische Bergleute beteiligt, die mit Schwarzpulver erstmals im Ibbenbürener Revier sprengten. Diese führten auch den Stützpfeilerabbau ein. Nach der Übernahme der Grafschaft Tecklenburg durch die Preußen wurde der Bergbau bis 1714 aufgegeben. 1731 errichtete die Preußische Regierung die Zeche neu. 1771 wurde mit der Auffahrung des Dickenberger Tiefen Stollens begonnen. Die Grube wurde 1825 zugunsten der Zeche Glücksburg stillgelegt.

### Grube Buchholz
Die Zeche Buchholz förderte Kohle aus dem gleichnamigen Flöz. Sie war erschlossen durch den 1748 aufgefahrenen Steinbecker Stollen. Von 1797 bis 1866 wurde aus dem Schacht Luise gefördert. Nach der Stilllegung war von 1864 bis 1886 der Bernhardschacht in Förderung, der 1884 vom Rudolfschacht abgelöst wurde. 1843 wurde das Projekt des Bodelschwingh-Stollens genehmigt. Dieser sollte von Ostenwalde an der Aa abzweigen und zur Entwässerung der Buchholzgruben dienen. Die Stollenrösche wurde 2.943 m aufgefahren. Als man das Stollenmundloch ansetzen wollte, wurde das Projekt aufgegeben, weil man günstiger die südlichen Kohlevorkommen in der Nähe der Staatsbahn fördern konnte. Die Stollenrösche ist heute noch neben dem Campingplatz Herthasee zu erkennen.

### Grube Glücksburg
Im Jahre 1803 ist die Grube Glücksburg am Südrand des Dickenberges gegründet worden. Sie förderte aus dem gleichnamigen Flöz und versorgte die Gravenhorster Eisenhütte mit Kohlen. Der Abendsternschacht dieser Grube erhielt als erste Ibbenbürener Grube eine Dampf-Fördermaschine. Der Betrieb verlagerte sich ab 1840 ostwärts in das Ostfeld.

### Der Pommer-Esche-Schacht
Um Kohlen nahe der Staatsbahn fördern zu können, wurde der Schacht 1856 geteuft. Infolge starker Wasserzuflüsse soff der Schacht mehrmals ab. Bei 142 m setzte man die erste Tiefbausohle an, bei 169 m die zweite. Die Endteufe betrug 174 m. Im Jahre 1860 kam er mit dem Püsselbürener Förderstollen zum Durchschlag. Aufgrund des kleinen Betriebsfeldes waren die Kohlenvorräte 1879 erschöpft, und der Schacht wurde stillgelegt.

### Der Püsselbürener Förderstollen
Zum Abtransport der im Pommer-Esche-Schacht geförderten Kohle wurde 1856 der Stollen aufgefahren.
Mit 1.136 m kam er 1860 zum Durchschlag. Nach der Stilllegung des Pommer-Esche-Schachtes wurde er 1896 bis zum Rudolfschacht 2.140 m verlängert und wieder in Betrieb genommen.

### Rudolfschacht

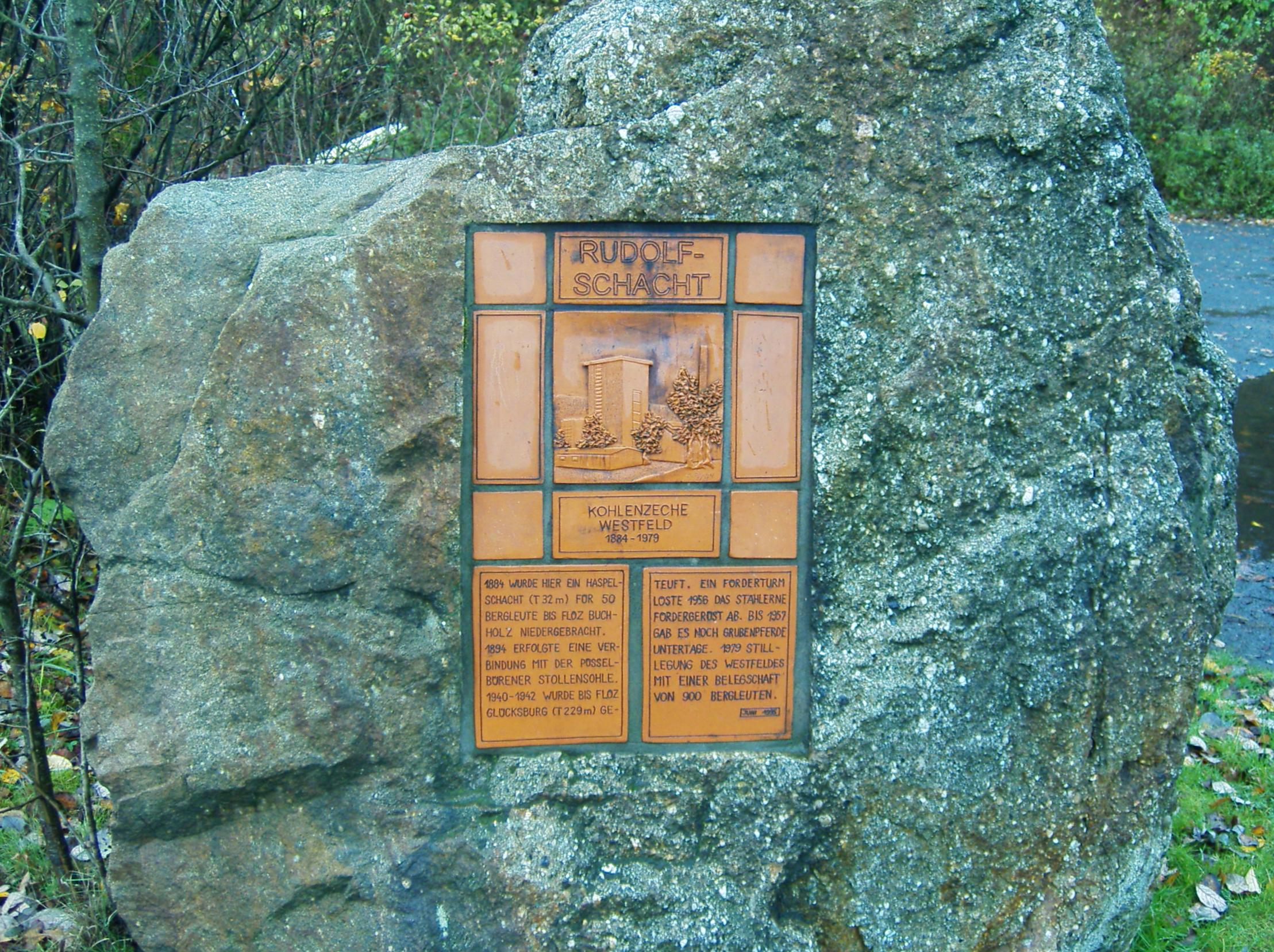
Gedenktafel Rudolfschacht am Fuß einer Bergehalde im Westfeld Ibbenbüren

Der als Handhaspelschacht betriebene, 32 m tiefe Rudolfschacht war ab 1886 der einzige Schacht im Westfeld, der noch aktiv war.
Um den Förderausfall auf dem abgesoffenen von–Oeynhausen–Schacht im Ostfeld aufzufangen, wurde er 1896 tiefergeteuft und mit dem Püsselbürener Förderstollen verbunden. Er erhielt 1895 eine Dampffördermaschine.

## Übernahme durch die Preussag
Das Westfeld wurde 1924 in die Preussag eingebracht.

### Rudolfschacht
Teufe: 229 m (- 99,5 m NN)
Er diente als Material- und zeitweise Kohleförderungsschacht. Zuletzt war er Hauptseilschacht des Westfeldes.

Rudolfschacht 1889

- 1884        Teufen des 32 m tiefen Haspelschachtes.
- 1895        Ausrüstung mit einer Dampffördermaschine.
- 1940 – 42   Tieferteufen bis auf Flöz Glücksburg.
- 1955 – 59   Erweiterung des Schachtdurchmessers auf 6 m Durchmesser.
- 1956 – 58   Bau des Gemauerten Förderturmes.
- 1960        Inbetriebnahme der Förderanlage.
- 1979        Stilllegung des Westfeldes.
- 1980        Sprengung des Förderturms.

### Marianneschacht
- Schacht 1:  65,5 m
- Schacht 2:  234 m (- 96,5 m NN)

Der Marianneschacht war Wetterschacht, zeitweise Seilfahrt und Förderschacht. Verwaltungsstandort des Westfeldes.
- 1920        Teufen des Schachtes 1
- 1934        Schacht 1 erhält Fördergerüst aus Stahl
- 1950 – 52   Teufen von Schacht 2, Schacht 1 wird abgeworfen
- 1951 – 59   Neubau der Tagesanlagen
- 1979        Stilllegung des Westfeldes
- 1993        Abriss des Fördergerüstes

### Wilhelmschacht, Zeche Mathilde
Teufe: 230,5 m (−105,5 m NN)
Materialförderung und Hauptwasserhaltung.
- 1921 – 45   Zeche Mathilde, die größte Pachtgrube im Ibbenbürener Revier, fördert am Standort des Wilhelmschachtes.
- 1945        Übernahme durch die Preußag
- 1949        Inbetriebnahme der Hauptwasserhaltung
- 1950 er Tieferteufen des Schachtes
- 1959        Bau der Kaue für 1.000 Bergleute
- 1961 – 65   Abteufen des Mathilde – Gesenks bis zur 3. Sohle
- 1979        Stilllegung des Westfeldes
- 1984        Abbruch des Fördergerüstes
- 2005        Abbruch der Tagesanlagen und Wiederaufforstung

### Püsselbürener Förderstollen und Aufbereitung Westfeld
Der Stollen diente der Kohlenförderung des Westfeldes. Die Aufbereitung bereitete die Rohkohle auf.
- 1856 – 60   Auffahrung des Stollens
- 1862        erste Kohleverladung in Püsselbüren
- 1896        Stollenanbindung an den Rudolfschacht
- 1926        Bau der Kohlenwäsche
- 1952 – 60   Erweiterung der Kohlenwäsche
- 1979        Stilllegung des Westfeldes
- 1980        Abbruch der Kohlenwäsche

## Betrieb
Die Förderung des Westfeldes wurde von 10.000 t im Jahre 1913, 260.613 t im Jahre 1943 gesteigert.
Die Förderung im Stollen wurde auf Benzol-, später Dieselloks umgestellt.
1950 wurde die 500.000 t und 1972 die 1.000.000 t Grenze überschritten. Die Belegschaft erreichte 1958 mit 1.819 Mann den Höhepunkt. Die Kohlegewinnung nahm im Westdeutschen Bergbau eine Sonderstellung ein, da wegen der zahlreichen geologischen Störungen in den Flözen Glücksburg und Buchholz Langfrontabbau häufig nicht möglich war. Trotzdem wurden Leistungen von 12 bis 14 t pro Mann pro Schicht erreicht. In Flöz Reden und Flöz 2, die 0,70 bzw. 1,20 Meter hoch waren, wurden Abbaugeschwindigkeiten von bis zu 10 Meter am Tag erreicht. Gewonnen wurde mit Schrapperbetrieb. Streckenvortriebe von bis zu 302 m im Monat waren keine Seltenheit. 
Da die Kosten für den Aufschluss tiefer liegender Flöze zu hoch schienen, wurde der Betrieb 1979 stillgelegt.
Die Zeche ist bis zum Dickenberger Tiefen Stollen abgesoffen.

## Erhaltene Anlagen
Schachtanlage Marianne auf dem Dickenberg, Bergehalden am Rudolfschacht und Hopstener Halde sowie kleine Halde am ehemaligen Standort des Wilhelmschachtes. Mundlöcher des Steinbecker Stollens und des Dickenberger Tiefen Stollens, der bis heute die Grubenwässer abführt. Zahlreiche Pingen deuten auf den Bergbau im Buchholz und auf dem Dickenberg hin.
siehe auch: Liste von Schächten im Ibbenbürener Steinkohlerevier